# Desktop (grafische Benutzeroberfläche)

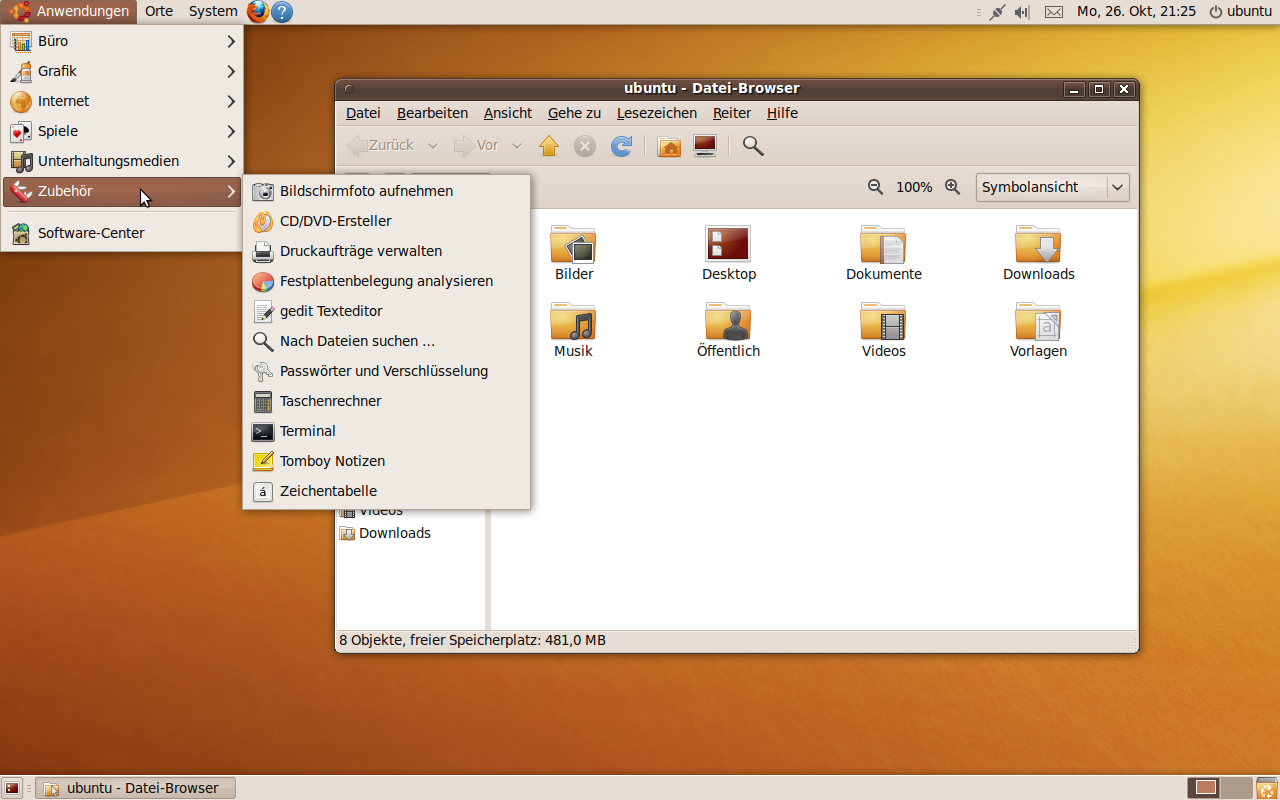
Der Desktop bildet üblicherweise stets den Hintergrund der Arbeitsaktivität; hier: GNOME unter Ubuntu-Linux

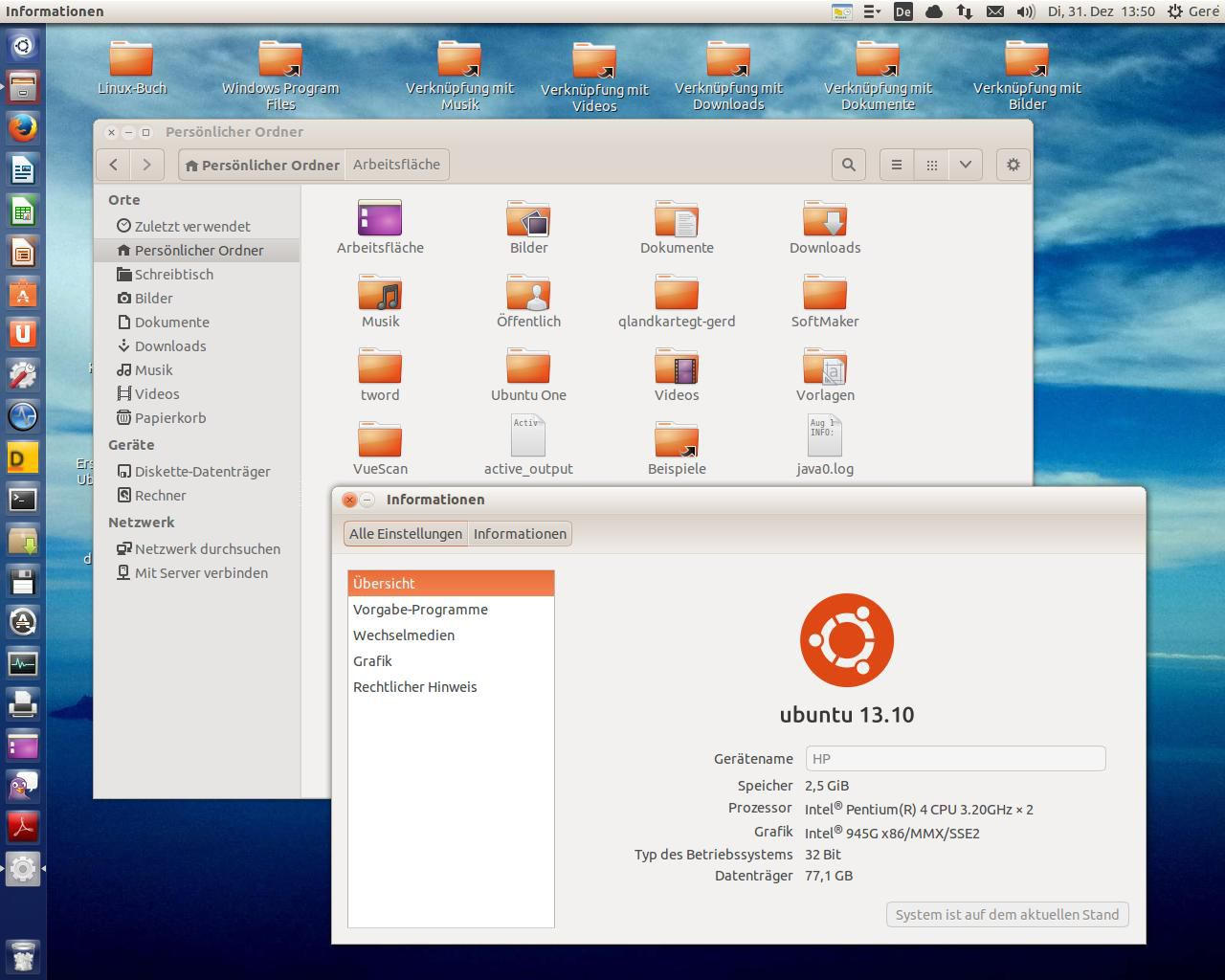
Ubuntu 13.10 „Saucy Salamander“ mit Desktop Unity

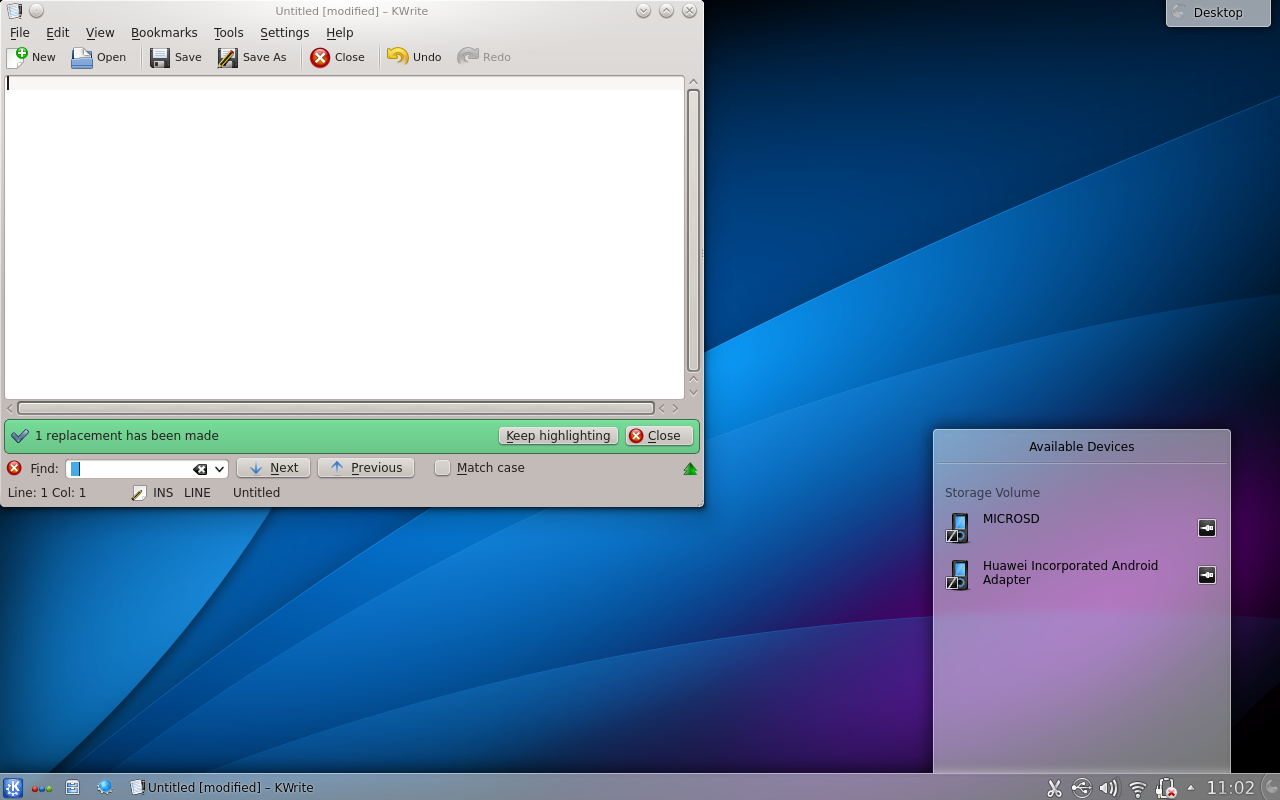
Der KDE-4-Desktop

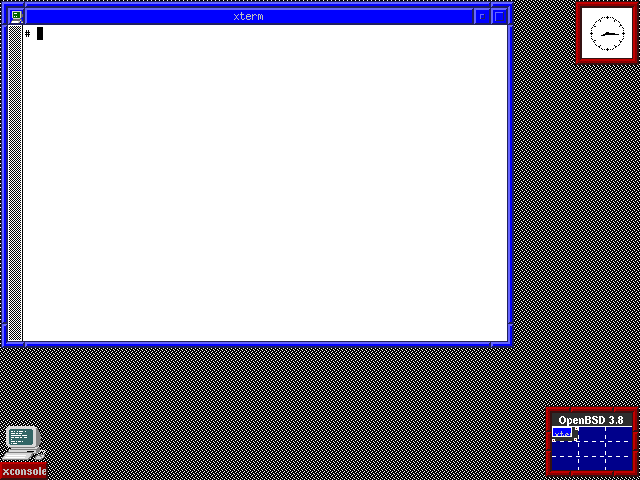
X-Oberfläche mit FVWM

Der Desktop (zusammengesetzt aus englisch desk für Schreibtisch und top für dessen Oberfläche) ist in der EDV die unterste (bzw. hinterste/letzte) Fensterebene einer Desktop-Umgebung. Von der Metapher her liegen auf ihm nicht nur geschlossene Dokumente (Dateien), sondern auch die (Fenster der in Programmen) geöffneten Dokumente. Bei Mehrbenutzersystemen hat jedes Benutzerprofil einen eigenen Desktop-Ordner im Profil-Ordner.
Im Deutschen wird meistens der Begriff „Desktop“ verwendet (Vorgabe bei Windows), übliche Synonyme sind „Schreibtisch“ (macOS, Linux) oder „Arbeitsfläche“ (Linux).

## Schreibtischmetapher
Der Desktop bildet die Grundlage der sogenannten Schreibtischmetapher. Auf dem Desktop können in der Regel mehrere Icons (Piktogramme) angeordnet sein. Gängige Desktops enthalten oft Symbole wie Festplattenpartitionen, Wechseldatenträger sowie den Papierkorb, außerdem beliebige Verknüpfungen zu Dateien und Ordnern oder auch Dateien und Ordner selbst.
Die technische Umsetzung der Schreibtischmetapher geschieht durch eine Desktop-Umgebung, engl. Desktop Environment.
Die Schreibtischmetapher wurde in den 1970er Jahren am Palo Alto Research Center von Xerox, damals Hersteller von Kopierern, Druckern u. ä. Lösungen, vornehmlich durch Alan Kay entwickelt. Sie wurde erstmals mit dem Macintosh einem breiten Publikum bekannt und ist heute fester Bestandteil vieler grafischer Benutzeroberflächen, wie zum Beispiel:
- Windows verwendet das Modern UI seit Windows 8, das Aero von Windows Vista und 7 ersetzt; davor war z. B. Luna das UI von Windows XP
- Aqua von macOS
- u. a. KDE Plasma, Gnome, Xfce und LXDE unter Unix (wie BSD) oder Linux
- Series 60 auf diversen Mobiltelefonen unter Symbian

In vielen Implementierungen werden der Desktop selbst oder wesentliche Teile durch ein ausgezeichnetes Verzeichnis des Nutzers repräsentiert. Unter KDE, GNOME, macOS und Windows ist es das Verzeichnis „Desktop“ des Benutzers.
Es existieren auch grafische Oberflächen, die als Desktop bezeichnet werden und trotzdem keine Schreibtischmetapher verwenden. Ein X-Server mit einem einfachen Fenstermanager wie twm besitzt keine der oben erwähnten Symbole, sehr wohl aber eine Hintergrundebene, die als Desktop bezeichnet werden kann. KDE Plasma 4 und 5 unterstützt anstatt von Symbolen Miniprogramme („Plasmoids“) auf der Arbeitsfläche, welche wiederum den Inhalt des Desktop-Verzeichnisses (und anderer zusätzlich) anzeigen können, wodurch das „klassische“ Verhalten anderer Desktops simuliert (bzw. erweitert) werden kann.
In der grafischen Benutzeroberfläche GEM von Digital Research, welche auch Bestandteil des Betriebssystems TOS des Atari-ST-Computers (1985) war, wurde die grafische Shell als Desktop bezeichnet, das Programm hieß intern auch „DESKTOP.APP“. Beim Amiga hingegen hieß sie Workbench, da auf dieser Werkbank mit Software-Werkzeugen gearbeitet wurde.

## Virtueller Desktop
Ein virtueller Desktop ist ein Desktop, dessen Fläche größer als die Fläche des darstellenden Bildschirms ist. Die erweiterte Fläche kann durch Scrollen oder Umschalten zugänglich gemacht werden.

## 3D-Desktop
Für die Gestaltung eines Desktops zwecks Übersichtlichkeit, einfacher Navigation mit wenigen Mausklicks, Ergonomie usw. kommen verschiedene Konzepte zur Anwendung. Ein solches Konzept ist der 3D-Desktop. Dabei wird dem Anwender eine 3D-Welt vorgegaukelt, welche jedoch in Wirklichkeit am zweidimensionalen Bildschirm dargestellt wird. Durch die 3D-Darstellung können beispielsweise 3D-Objekte bewegt und rotiert oder verschiedene Desktop-Ansichten geboten werden. Beispiele für oft genutzte 3D-Desktops sind KDE 4 und Compiz.